# پاوووکوما
پاوووکوما (به لهستانی:  Pawłokoma) یک روستا در لهستان است که در گمینا دنوو واقع شده‌است. پاوووکوما ۵۱۸ نفر جمعیت دارد.